# Turcești, Argeș
Turcești este un sat în comuna Săpata din județul Argeș, Muntenia, România.